# جون أ. ماكون
جون ألكسندر ماكون (4 يناير 1902 - 14 فبراير 1991)، هو رجل أعمال وسياسي أمريكي شغل منصب مدير المخابرات المركزية من عام 1961 إلى عام 1965، خلال ذروة الحرب الباردة.

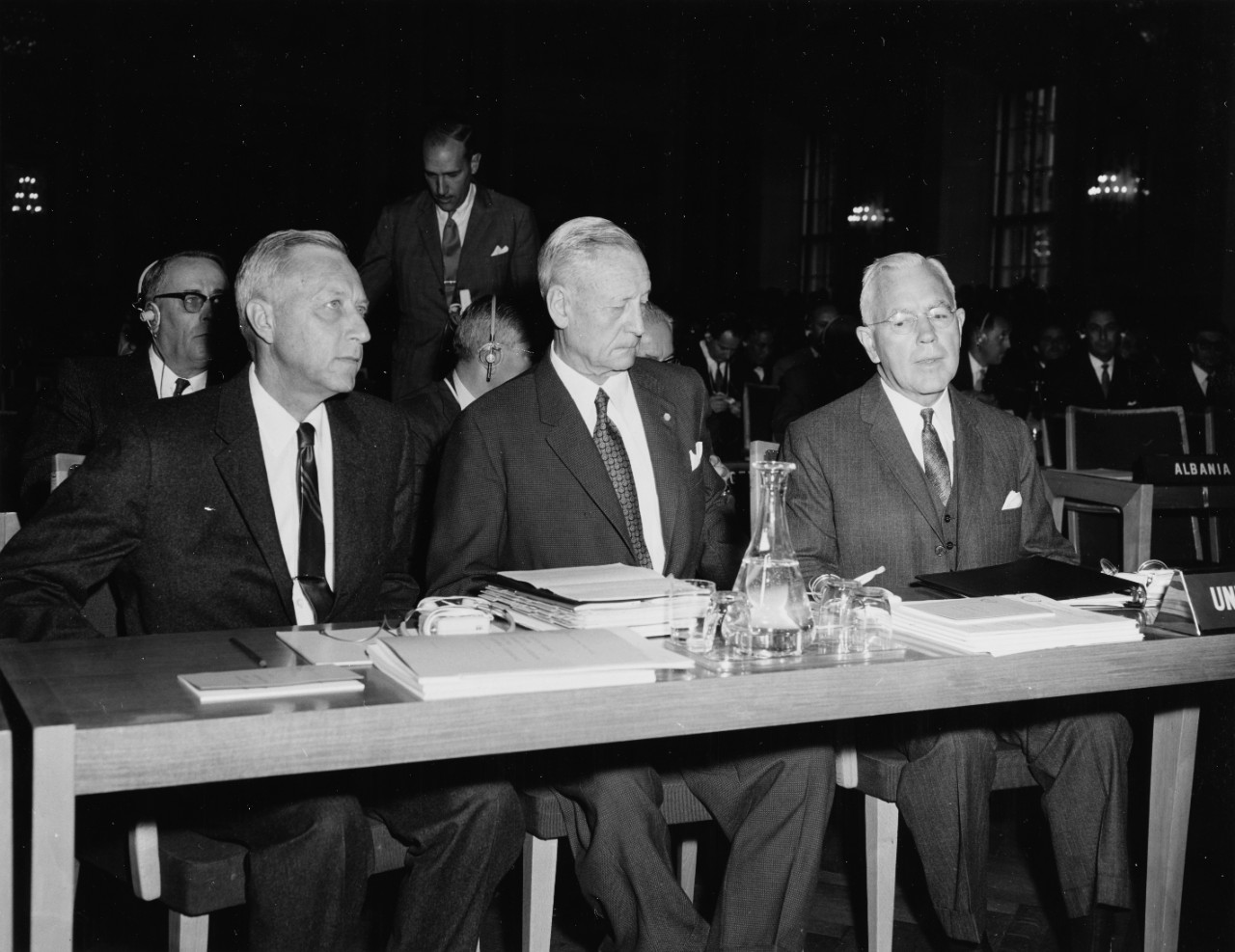
ممثلو الولايات المتحدة في الوكالة الدولية للطاقة الذرية في فيينا ، النمسا ، حوالي عام 1960. من اليسار إلى اليمين: جون ستيفنز جراهام ، بول إف فوستر ، وماكون.

## أنظر أيضًا
- مشروع تشارلز

## روابط خارجية
جون أ. ماكون على موقع مونزينجر (الألمانية)
- جون أ. ماكون على موقع إن إن دي بي (الإنجليزية)